# Snamja
Snamja (russisch Зна́мя ‚Das Banner‘) ist eine russische literarisch-künstlerische und gesellschaftspolitische Zeitschrift, die monatlich erscheint. Sie wurde 1931 gegründet. Von 1934 bis 1990 war sie ein Organ des Schriftstellerverbands der UdSSR, seit 1990 ist sie eine unabhängige Zeitschrift, die vom Kollektiv der Redaktion herausgegeben wird.

## Geschichte

### Bis  1986
Anfänglich (ab Januar 1931) nannte sich die Zeitschrift LOKAF russisch «ЛОКАФ» (издание Литературного объединения Красной армии и флота; Veröffentlichung der Literarischen Vereinigung der Roten Armee und der Flotte). Den Namen Snamja trägt die Zeitschrift seit 1933. Von 1934 bis 1990 war sie ein Organ des Schriftstellerverbands der UdSSR.
1948 wurde wegen „unzureichender Demaskierung des Kosmopolitismus“ und wegen der Veröffentlichung der Erzählung Zwei in der Steppe von Anatoli Efros ein Großteil der Mitarbeiter der Redaktion von der Arbeit suspendiert.
Sergei Tschuprinin, der seit langem für die Zeitschrift arbeitete, zuletzt ab 1993 als Chefredakteur merkte an:

«…в послевоенные годы мы превратились в ежемесячник официальной культуры. „Знамя“ тогда было самым официальным журналом из всех существовавших. В нём печаталось военное, КГБшное, писательское начальство. Журнал был респектабелен, солиден и, на мой взгляд, неимоверно скучен.»

„... in den Nachkriegsjahren verwandelten wir uns in eine Monatsschrift der offiziellen Kultur. Die ‚Snamja‘ war die offiziellste Zeitschrift von allen. In ihr wurden Führer der Armee und des KGB sowie die Obrigkeit der Schriftsteller abgedruckt. Die Zeitschrift war respektabel, solide und, meiner Meinung nach, unglaublich langweilig.“

Dessen ungeachtet schrieben in dieser Periode die Dichter Anna Achmatowa, Alexander Twardowski, Alexander Meschirow, Jewgeni Jewtuschenko, Juri Lewitanski, Nikolai Glaskow sowie die Schriftsteller Konstantin Paustowski, Juri Tynjanow, Wjatscheslaw Kondratjew, Emmanuil Kasakewitsch, Juri Kasakow und Juri Trifonow für die Zeitschrift. In der Snamja wurde auch Ilja Ehrenburgs Roman Tauwetter abgedruckt, der einem ganzen Zeitabschnitt, der Tauwetter-Periode ihren Namen gab. 1954 wurde Boris Pasternaks Zyklus Verse aus dem Roman abgedruckt, obgleich der Roman Doktor Schiwago weder in der UdSSR noch im Ausland abgedruckt worden war.

### Nach 1986
Während der Perestroika wurde die Snamja eine der beliebtesten Literaturzeitschriften. Sergei Tschuprinin schrieb:

«в журнал пришёл новый главный редактор Григорий Бакланов — писатель фронтового поколения, который сделал журнал таким, какой он сейчас. Тогда журнал стал, как тогда выражались, „флагманом перестройки“»

„Grigori Baklanow – ein Schriftsteller der Kriegsgeneration – wurde neuer Chefredakteur und er machte die Zeitschrift zu dem, was sie bis heute ist. Die Zeitschrift wurde, wie man damals sagte, zum ‚Flaggschiff der Perestroika‘.“

Auf den Seiten der Zeitschrift erschienen Werke von Fasil Iskander, Andrei Bitow, Jewgeni Rein, Alexander Kuschner, Tatjana Tolstaja, Wiktor Pelewin, Timur Kibirow und Anatoli Schigulin. Verbotene oder „halbverbotene“ Autoren, wie Andrei Platonow, Michail Bulgakow, Jewgeni Samjatin, Warlam Schalamow und Wiktor Lewaschow kehrten zurück. Auch Juri Tschernitschenko wurde weiter publiziert.
Auf Initiative von Grigori Baklanow wurde eine Abteilung für Buchbeilagen geschaffen – die Bibliothek der  Zeitschrift Snamja (leitender Redakteur war Wladimir Krawtschenko), in der in hoher Auflage (300.000 – 900.000 Exemplare) Bände mit Prosa und Lyrik erschienen, welche den Wunsch der Leser nach aktueller oder zurückgekehrter Literatur befriedigen sollte. Darunter waren die Bücher von Wassil Bykau, Wiktor Nekrassow, Wladimir Bogomolow, Konstantin Worobjow, Isaak Babel, Juri Dombrowski, Alexander Twardowski, Konstantin Simonow, Jewgeni Nossow, Alexander Bek, Olga Bergholz, Jelena Rschewskaja, Daniil Granin, Witali Sjomin, Wiktor Kurotschkin, Wassili Grossman, Wjatscheslaw Kondratjew, Emmanuil Kasakewitsch, Boris Sluzki, Wladimir Tendrjakow, Anatoli Asolski, Oleg Jermakow und Fasil Iskander. Weiterhin Publikationen führender Ökonomen, wie Wassili Seljunin, Juri Tschernitschenko, Gennadi Lissitschkin, Nikolai Schmeljow, Anatoli Streljany und Jaroslaw Golowanow.
1990 erklärte sich die Zeitschrift als unabhängig. Die Redaktion wurde kollektiv geleitet, Herausgeber wurde die OOO Snamja. In den 1990er Jahren erhielt die Zeitschrift Fördermittel von den Open Society Foundations.

### 2000er Jahre
In den 2000er Jahren lebte die Zeitschrift, wie auch andere Kulturzeitschriften in Russland, von den Beiträgen der Abonnenten. Einen Teil der Auflage erwarb das Kulturministerium für russische Bibliotheken (ca. 3000 Exemplare). Das Ministerium für Druckerzeugnisse gewährte der Zeitschrift Mittel zum Erwerb von Papier und übernahm die Druckkosten.
Unter den Autoren der 2000er Jahre hob der Kritiker Andrei Nemser die Schriftsteller bzw. Literaturwissenschaftler Juri Dawydow, Georgi Wladimow, Juri Buida, Emma Gerstein, Andrei Dmitrijew, Irina Poljanskaja, Marina Wischnewezkaja, Wladimir Makanin, Jewgeni Popow, Ljudmila Petruschewskaja und Michail Kurajew hervor.

### Nach 2010
Die Zeitschrift Snamja hat eine liberale Ausrichtung. Im Januar 2010 wurde der Literaturpreis der Zeitschrift Michail Chodorkowski zuerkannt, der sich zu dieser Zeit in Haft befand. In den Jahren 2011–2016 veröffentlichte die Zeitschrift Gedichte des ersten Stellvertreters des Vorsitzenden der Zentralbank und später Verse des Ministers für wirtschaftliche Entwicklung der Russischen Föderation, Alexei Uljukajew.
2021 erhielten der Chefredakteur Sergei Tschuprinin, der erste Stellvertreter des Chefredakteurs Natalja Iwanowa und die verantwortliche Leiterin der Abteilung für Prosa, Jelena Cholmogorowa den Preis der Regierung der Russischen Föderation für die Bewahrung der besten Traditionen der Literatur- und Kunstmagazine und die aktive Arbeit zur Suche und Popularisierung junger talentierter Autoren.

## Chefredakteure
- 1934–1948: Wsewolod Wischnewski
- 1949–1984: Wadim Koschewnikow
- 1984–1986: Juri Woronow
- 1986–1993: Grigori Baklanow
- ab 1993: Sergei Tschuprinin

## Redaktion
Seit Dezember 1993 leitet der Kritiker und Publizist Sergei Tschuprinin die Zeitschrift. Neben ihm gehören zur Redaktion (Stand: Oktober 2022):
- Natalja Iwanowa – Erste Stellvertreterin des Chefredakteurs.
- Jelena Cholmogorowa – verantwortliche Leiterin der Abteilung für Prosa.
- Olga Balla – Leiterin der Abteilung Bibliografie.
- Olga Jermolajewa – Leiterin der Abteilung Poesie.
- Stanislaw Sekretow – Leiter der Abteilung Gesellschaft und Kultur.

Frühere Mitarbeiter der Redaktion waren zu unterschiedlichen Zeiten unter anderem: Alexander Agejew, Anatoli Ananjew, Lew Anninski, Juri Apentschenko, Jewgenija Kazewa, Stanislaw Kunjajew, Michail Landa, Alexei Nowikow-Priboi, Tichon Sjomuschkin und Karen Stepanjan.